# Ruth Croft
Pour les articles homonymes, voir Croft.
Ruth Croft est une athlète néo-zélandaise, née le 15 janvier 1989 à Greymouth. Spécialiste d'ultra running, elle a commencé sa carrière d'athlète en tant que coureur en montagne et de 3000m steeple. Elle a ensuite tourné sa carrière vers le trail running et le skyrunning , où elle a notamment remporté la CCC en 2015, puis le Grand Trail des Templiers en 2017 et l'OCC ainsi que le 42 km du Mont-Blanc qu'elle remporte à la fois en 2018 et en 2019. Elle a également remporté la médaille d'argent aux championnats du monde de trail 2019.
Depuis 2020, elle se consacre à l'ultra running et après une deuxième place sur la Western States Endurance Run en 2021 pour son premier essai à la distance de 100 miles. Elle reviendra en 2022 pour décrocher la victoire sur la Western States Endurance Run, et s'affirme comme l'une des nouvelles figures mondiales de l'ultra trail féminin.

## Biographie
Elle commence la saison 2018 des Golden Trail Series avec une troisième place à Zegama-Aizkorri puis s'impose aux 42 km du Mont-Blanc. Elle décroche ensuite la quatrième place à Sierre-Zinal et termine deuxième de la finale à l'Otter African Trail Run derrière Holly Page qui termine la course en trombe. Son excellente saison lui permet de remporter le classement général.
Le 13 février 2021, elle s'impose sur les 102 km du Tarawera Ultramarathon, terminant première au scratch avec 18 minutes d'avance sur le vainqueur masculin, Rhys Johnston.
Le 11 mai 2024, elle prend le départ de la Transvulcania et se détache rapidement seule en tête. Elle creuse progressivement l'écart ses rivales mais se fait rattraper à mi-parcours par Ida Nilsson. Elle profite de la descente finale pour revenir seule en tête et s'impose en 8 h 2 min 49 s. Elle établit ainsi un nouveau record féminin du parcours.

## Résultats
Lors de la saison 2019 elle participe au circuit Skyrunner World Series, elle termine à la troisième place de la Yanding Skyrun.
| no  | féminin            | Course                            | Longueur | Départ            | Temps            |
| --- | ------------------ | --------------------------------- | -------- | ----------------- | ---------------- |
|     | Médaille d'or      | Mount Kinabalu Climbathon         | 33 km    | 19 octobre 2013   | 5 h 24 min 28 s  |
|     | Médaille d'or      | Course du Mont Fuji               | 21 km    | 25 juillet 2014   | 3 h 11 min 44 s  |
|     | Médaille d'or      | Mount Kinabalu Climbathon         | 33 km    | 18 octobre 2014   | 5 h 01 min 39 s  |
| 13e | Médaille d'argent  | Tarawera Ultramarathon            | 100 km   | 7 février 2015    | 9 h 14 min 32 s  |
| 8e  | Médaille d'or      | Courmayeur-Champex-Chamonix (CCC) | 101 km   | 28 août 2015      | 12 h 54 min 53 s |
| 32e | Médaille de bronze | Transvulcania                     | 73 km    | 7 mai 2016        | 8 h 33 min 32 s  |
| 30e | Médaille d'argent  | Trophée Kima                      | 52 km    | 28 août 2016      | 8 h 6 min 45 s   |
| 19e | Médaille d'argent  | Lavaredo Ultra Trail              | 120 km   | 23 juin 2017      | 14 h 51 min 36 s |
| 17e | Médaille d'or      | Marató Pirineu                    | 42 km    | 23 septembre 2017 | 4 h 19 min 10 s  |
| 15e | Médaille d'or      | Grand Trail des Templiers         | 76 km    | 22 octobre 2017   | 7 h 27 min 31 s  |
| 10e | Médaille d'argent  | Yading Skyrun                     | 29 km    | 30 avril 2018     | 3 h 33 min 38 s  |
| 77e | Médaille de bronze | Zegama-Aizkorri                   | 42 km    | 27 mai 2018       | 4 h 48 min 41 s  |
| 13e | Médaille d'or      | Santana Vertical Kilometer        | 4,8 km   | 1er juin 2018     | 48 min 54 s      |
| 28e | Médaille d'or      | Marathon du Mont-Blanc            | 42 km    | 1er juillet 2018  | 4 h 37 min 30 s  |
| 11e | Médaille d'or      | Speedgoat 50K                     | 50 km    | 21 juillet 2018   | 6 h 23 min 57 s  |
| 76e | 4e                 | Sierre-Zinal                      | 31 km    | 12 août 2018      | 3 h 03 min 03 s  |
|     | Médaille d'argent  | Otter African Trail Run - Retto   | 41,2 km  | 20 octobre 2018   | 4 h 38 min 22 s  |
|     | Médaille de bronze | Yanding Skyrun                    | 32 km    | 4 mai 2019        | 4 h 37 min 39 s  |
| 84e | Médaille d'argent  | Championnats du monde de trail    | 44 km    | 8 juin 2019       | 4 h 14 min 28 s  |
| 37e | Médaille d'or      | Marathon du Mont-Blanc            | 42 km    | 30 juin 2019      | 4 h 34 min 44 s  |
| 42e | Médaille d'argent  | DoloMyths Run Skyrace             | 22 km    | 21 juillet 2019   | 2 h 21 min 56 s  |
| 20e | Médaille d'or      | Giir di Mont                      | 21 km    | 28 juillet 2019   | 2 h 20 min 12 s  |
| 90e | 4e                 | Sierre-Zinal                      | 31 km    | 11 août 2019      | 3 h 01 min 56 s  |
| 21e | 4e                 | Matterhorn Ultraks Extreme        | 25 km    | 21 août 2020      | 4 h 50 min 43 s  |
| 42e | 5e                 | Sierre-Zinal                      | 31 km    | 18 septembre 2020 | 3 h 16 min 06 s  |
| 1re | Médaille d'or      | Tarawera Ultramarathon            | 102 km   | 13 février 2021   | 9 h 21 min 03 s  |
| 9e  | Médaille d'argent  | Western States 100                | 100 mi   | 26 juin 2021      | 17 h 33 min 48 s |
| 21e | Médaille d'or      | Grand Trail des Templiers         | 80,9 km  | 24 octobre 2021   | 7 h 51 min 19 s  |
| 12e | Médaille d'or      | Western States 100                | 100 mi   | 25 juin 2022      | 17 h 21 min 30 s |
| 25e | Médaille d'argent  | Grand Trail des Templiers         | 80,6 km  | 23 octobre 2022   | 8 h 33 min 48 s  |
| 32e | Médaille d'argent  | Marathon-Race du Lac d'Annecy     | 38 km    | 28 mai 2023       | 4 h 54 min 38 s  |
| 1re | Médaille d'or      | Ehrwald Trail                     | 88 km    | 16 juin 2023      | 11 h 9 min 54 s  |
| 24e | Médaille de bronze | Marató Pirineu                    | 42 km    | 30 septembre 2023 | 4 h 26 min 42 s  |
| 10e | Médaille d'or      | UT100                             | 98 km    | 25 novembre 2023  | 12 h 12 min 20 s |
| 5e  | Médaille d'or      | Tarawera Ultramarathon - T102     | 102,3 km | 17 février 2024   | 9 h 14 min 14 s  |
| 21e | Médaille d'or      | Transvulcania                     | 73 km    | 11 mai 2024       | 8 h 2 min 49 s   |
| 5e  | Médaille d'or      | Leutasch Trail                    | 68 km    | 15 juin 2024      | 6 h 49 min 23 s  |
| 16e | Médaille d'argent  | Ultra-Trail du Mont-Blanc         | 176,4 km | 30 août 2024      | 22 h 48 min 37 s |
| 8e  | Médaille d'or      | Tarawera Ultramarathon T102       | 103 km   | 15 février 2025   | 8 h 24 min 34 s  |
| 16e | Médaille d'or      | Shokz-Race du Lac d'Annecy        | 58 km    | 1er juin 2025     | 6 h 9 min 5 s    |